# Puycelsi
Puycelci é uma comuna francesa na região administrativa de Occitânia, no departamento de Tarn. Estende-se por uma área de 39,2 km². Em 2010 a comuna tinha 462 habitantes (densidade: 11,8 hab./km²).
Pertence à rede das As mais belas aldeias de França.